# Megachernes biyunensis
Espèce
Megachernes biyunensis est une espèce de pseudoscorpions de la famille des Chernetidae.

## Distribution
Cette espèce est endémique du Guizhou en Chine. Elle se rencontre dans le xian de Pan dans le parc Biyun.

## Description
La femelle holotype mesure 4,22 mm et le mâle paratype 4,10 mm.

## Étymologie
Son nom d'espèce, composé de biyun et du suffixe latin -ensis, « qui vit dans, qui habite », lui a été donné en référence au lieu de sa découverte, le parc Biyun.

## Publication originale
- Xu, Gao & Zhang, 2022 : « Two new species of the pseudoscorpion subfamily Lamprochernetinae Beier, 1932 from Guizhou, China (Pseudoscorpiones: Chernetidae). » Zootaxa, no 5105(4), p. 581-592.